# Priszkosz rétor
Priszkosz rétor (ógörögül: Πρίσκος ὁ Πανίτης, latinul: Priscus Panites), (410/420 körül – 472 után) késő ókori keletrómai (görög) diplomata, történetíró. 448–449 körül egy követség tagjaként Attila hun uralkodó udvarában tartózkodik. Erről és a kor egyéb eseményeiről nyolckötetes művében számolt be, amit 23 évvel a követjárás után fejezett be.
Eredeti művének – amiben valószínűleg a 411 és 472 közötti eseményeket foglalta össze – csak részletei maradtak fenn mások műveiben idézve, esetleg harmadkézből. Ilyen volt például az 580 körül meghalt Cassiodorus, akinek Priszkosz művére vonatkozó idézeteit csak Iordanes idézeteiből ismerjük. Fő forrásaik a Bíborbanszületett Konstantin által 950 körül készített kivonatok, amelynek másolatai közül a legkorábbi a 16. századból származik.

## Magyarul
- Szemelvények Priskos Rhetor töredékeiből; ford., jegyz. Szilágyi Sándor; Lampel, Bp., 1904 (Magyar könyvtár)
- részletek INː (szerk.) Simon Róbert – Székely Magda – Dimitriosz Hadziszː A bizánci irodalom kistükre, Európa Könyvkiadó, Budapest, 1974, ISBN 963-07-0345-9, 47–51 p.
- Priskos rhétor töredékei. Követségben Attila, a hunok nagykirálya udvarában; Szilágyi Sándor ford. jav., kieg. Patay-Horváth András, szerk., jegyz., utószó Szebelédi Zsolt; Attraktor, Máriabesnyő, 2014 (Fontes historiae antiquae) ISBN 9786155257841, 116 p.
- Hunok és rómaiak. Priskos rhétor összes töredéke; ford. Kató Péter, Lindner Gyula, Szilágyi Sándor, tan. Lindner Gyula, Sólyom Márk; Attraktor, Máriabesnyő, 2017 (Fontes historiae antiquae) ISBN 9786155601378, 159 p.